# 段原一丁目停留場
段原一丁目停留場（だんばらいっちょうめていりゅうじょう、段原一丁目電停）は、広島県広島市南区段原一丁目にある広島電鉄皆実線（旧線）の路面電車停留場である。
循環ルートへの切り替え工事のため2025年8月3日から2026年春（予定）まで休止中である。営業当時の駅番号はH4。

## 歴史
当停留場は1944年（昭和19年）、皆実線の開通と同時に大畑町停留場（おおはたちょうていりゅうじょう）として開設された。しかし開業1年も経たない1945年（昭和20年）8月6日に原爆が投下され、皆実線をはじめとした広島電鉄の市内線は全線が不通となる。皆実線が被爆から復旧したのは1948年（昭和23年）のことだった。
戦後、停留場名は段原大畑町停留場（だんばらおおはたちょうていりゅうじょう）と改称される。この「段原大畑町」という町名は1995年（平成7年）に廃止され、停留場名はその6年後に段原一丁目停留場へと改められた。

### 年表
- 1944年（昭和19年）12月27日：大畑町停留場として開業[1]。
- 1969年（昭和44年）以前：段原大畑町停留場に改称[2]。
- 1996年（平成8年）10月：駅番号「H4」を付与[4]。
- 2001年（平成13年）11月1日：段原一丁目停留場に改称[5][6]。
- 2025年（令和7年）8月3日：循環ルートへの切り替え工事のため、営業休止[7]。
- 2026年（令和8年）春（予定）：循環ルートの運行開始により、営業再開[7]。

## 停留場構造
皆実線の軌道は道路上に敷かれた併用軌道であり、当停留場も道路上にホームが設けられている。ホームは低床式で2面あり、2本の線路を挟み込むように向かい合って配置された相対式ホームである。起点から見て線路の右側に的場町方面へ向かう上りホーム、左側に皆実町六丁目方面へ向かう下りホームがある。
ホームは3両、5両連接車に対応した長さを持つ。かつては道路と同一平面に乗り場が設けられている平面停留場であったが、1974年（昭和49年）9月末にホームが備え付けられ島状となった。

### 運行系統
※以下の内容は2025年8月3日に運行休止となる前のものである。
当停留場には広島電鉄で運行されている系統のうち、5号線のみが乗り入れている。
| 下りホーム | 5号線 | 広島港ゆき・宇品二丁目ゆき・皆実町六丁目ゆき |
| 上りホーム | 5号線 | 広島駅ゆき                                   |

## 利用状況
各年度の「移動等円滑化取組報告書（軌道停留場）」によると、近年の1日平均乗降人員は以下の通りである。
| 年度                | 1日平均 乗降人員 |
| ------------------- | ---------------- |
| 2019年（令和 元年） | 596              |
| 2020年（令和02年）  | 465              |
| 2021年（令和03年）  | 444              |
| 2022年（令和04年）  | 481              |
| 2023年（令和05年）  | 520              |
| 2024年（令和06年）  | 521              |

## 停留場周辺
付近は住宅街である。南東には比治山がそびえる。東の路地を入ると骨董品店が並ぶ段原骨董街がある。
的場町停留場から来た列車は大正橋のたもとで西に進路を変え、当停留場に至る。かつてはこの区間に橋と同名の大正橋停留場（たいしょうばしていりゅうじょう）という停留場が存在したが、昭和30年代（または40年代）に廃止されている。
- 広島市立段原小学校
- 松川公園
- 広島市消防局 南消防署
- 比治山神社
- 広島食糧会館

### バス路線
段原通り沿いに「段原一丁目」バス停があり、広電バス・広島バス・広島交通が停車する。
段原一丁目 バス停（南行き 大学病院前 / 東雲方面）
- 4（広電バス） 仁保車庫前・向洋新町車庫方面
- 302,322,332,342 まちのわループ 右回り（広電バス・広島バス・広島交通） 大学病院前・旭町・県病院前方面
- 312 みなと新線（広島バス） 大学病院前・広島港方面

段原一丁目 バス停（北行き 広島駅方面）
- 4（広電バス） 広島駅・県庁前方面
- 301,321,331,341 まちのわループ 左回り（広電バス・広島バス・広島交通） 広島駅方面
- 311 みなと新線（広島バス） 広島駅方面

## 隣の停留場
広島電鉄
皆実線
的場町停留場 - 段原一丁目停留場 - 比治山下停留場 (H02)